# Asiatic-Pacific Campaign Medal
Die Asiatic–Pacific Campaign Medal ist eine Auszeichnung der US-Streitkräfte. Sie wurde am 6. November 1942 durch die Executive Order 9265 geschaffen und wurde an Soldaten verliehen, die mindestens 30 Tage im Pazifikkrieg gedient hatten. Dieser Zeitraum lag laut den Kriterien zwischen dem 7. Dezember 1941 und dem 2. März 1946; verliehen werden konnte sie an Soldaten der US Army, der United States Army Air Forces, der US Navy und des US Marine Corps. Kämpfe und Feldzüge, für die die Asiatic–Pacific Campaign Medal verliehen werden konnte, waren u. a. der Angriff auf Pearl Harbor, die Schlacht um Okinawa und die Schlacht um Iwojima. Als erster Soldat erhielt General of the Army Douglas MacArthur die Auszeichnung.
Der Orden selbst zeigt zwei Infanteristen auf einer Pazifikinsel, im Hintergrund sind verschiedene Schiffe, ein U-Boot und ein Kampfflugzeug zu sehen. Darüber steht die Inschrift ASIATIC PACIFIC CAMPAIGN.
Das Äquivalent für die Kampftruppen in Afrika und Europa war die European-African-Middle Eastern Campaign Medal.